# سوزان هارمس
سوزان هارمس (به انگلیسی: Suzanne Harmes) ژیمناست زادهٔ ۱۰ ژانویهٔ ۱۹۸۶ میلادی اهل کشور هلند است.